# Dominik Distelberger
Dominik Distelberger (ur. 16 marca 1990 w Scheibbs) – austriacki lekkoatleta specjalizujący się w wielobojach.

## Życiorys
Międzynarodową karierę rozpoczął w 2006 roku. W 2007 wystartował na mistrzostwach świata juniorów młodszych w Ostrawie, zajmując tamże 10. pozycję w ośmioboju i startując w eliminacjach biegu na 200 metrów. W tym samym roku wywalczył srebrny medal podczas rozgrywanego w Belgradzie olimpijskiego festiwalu młodzieży Europy w biegu płotkarskim na 110 metrów. W kolejnym sezonie na eliminacjach biegów na 100 metrów i w biegu rozstawnym 4 × 100  metrów zakończył zmagania w Bydgoszczy na mistrzostwach świata juniorów. Szósty wieloboista mistrzostw Europy juniorów (2009). W 2011 był piętnasty na halowym czempionacie Starego Kontynentu oraz siódmy na młodzieżowych mistrzostwach Europy. Rok później uplasował się na 15. miejscu na mistrzostwach Europy w Helsinkach. Piętnasty zawodnik halowych mistrzostw Starego Kontynentu w Göteborgu (2013). W 2014 zajął 12. miejsce podczas rozgrywanych w Zurychu mistrzostw Europy. Trzeci zawodnik igrzysk europejskich z Baku w skoku w dal (2015). Nie ukończył rywalizacji dziesięcioboistów w mistrzostwach Europy w Amsterdamie oraz zaliczył debiut na igrzyskach olimpijskich w Rio de Janeiro (oba w 2016), zajmując 19. miejsce.
Złoty medalista mistrzostw Austrii (także w skoku w dal i biegu na 110 metrów przez płotki) oraz reprezentant kraju na drużynowych mistrzostwach Europy.
Okazjonalnie biega także w sztafetach 4 × 100 metrów.

## Osiągnięcia
| Rok  | Impreza                                | Miejsce          | Konkurencja                     | Lokata      | Wynik     |
| ---- | -------------------------------------- | ---------------- | ------------------------------- | ----------- | --------- |
| 2006 | Gimnazjada                             | Saloniki         | bieg na 110 metrów przez płotki | 3. miejsce  | 14,05     |
| 2007 | Mistrzostwa świata juniorów młodszych  | Ostrawa          | ośmiobój                        | 10. miejsce | 5830 pkt. |
| 2007 | Mistrzostwa świata juniorów młodszych  | Ostrawa          | bieg na 200 metrów              | eliminacje  | 22,33     |
| 2007 | Olimpijski festiwal młodzieży Europy   | Belgrad          | bieg na 200 metrów              | półfinał    | 22,39w    |
| 2007 | Olimpijski festiwal młodzieży Europy   | Belgrad          | bieg na 110 metrów przez płotki | 2. miejsce  | 13,85     |
| 2008 | Mistrzostwa świata juniorów            | Bydgoszcz        | bieg na 110 metrów przez płotki | eliminacje  | 14,52     |
| 2008 | Mistrzostwa świata juniorów            | Bydgoszcz        | sztafeta 4 × 100 metrów         | eliminacje  | 40,80     |
| 2009 | Mistrzostwa świata wojskowych          | Sofia            | bieg na 100 metrów              | półfinał    | 10,82w    |
| 2009 | Mistrzostwa świata wojskowych          | Sofia            | skok w dal                      | 6. miejsce  | 7,45w     |
| 2009 | II liga drużynowych mistrzostw Europy  | Bańska Bystrzyca | sztafeta 4 × 100 metrów         | –           | DQ        |
| 2009 | II liga drużynowych mistrzostw Europy  | Bańska Bystrzyca | skok w dal                      | 6. miejsce  | 7,11      |
| 2009 | Mistrzostwa Europy juniorów            | Nowy Sad         | dziesięciobój                   | 6. miejsce  | 7396 pkt. |
| 2011 | Halowe mistrzostwa Europy              | Paryż            | siedmiobój                      | 15. miejsce | 4135 pkt. |
| 2011 | II liga drużynowych mistrzostw Europy  | Nowy Sad         | sztafeta 4 × 100 metrów         | 3. miejsce  | 40,23     |
| 2011 | II liga drużynowych mistrzostw Europy  | Nowy Sad         | skok w dal                      | 4. miejsce  | 7,55      |
| 2011 | Młodzieżowe mistrzostwa Europy         | Ostrawa          | dziesięciobój                   | 7. miejsce  | 7735 pkt. |
| 2012 | Mistrzostwa Europy                     | Helsinki         | dziesięciobój                   | 15. miejsce | 7611 pkt. |
| 2013 | Halowe mistrzostwa Europy              | Göteborg         | siedmiobój                      | 11. miejsce | 5623 pkt. |
| 2014 | II liga drużynowych mistrzostw Europy  | Ryga             | sztafeta 4 × 100 metrów         | 5. miejsce  | 41,01     |
| 2014 | II liga drużynowych mistrzostw Europy  | Ryga             | skok w dal                      | 7. miejsce  | 7,11      |
| 2014 | II liga drużynowych mistrzostw Europy  | Ryga             | bieg na 200 metrów              | 7. miejsce  | 21,81w    |
| 2014 | Mistrzostwa Europy                     | Zurych           | dziesięciobój                   | 12. miejsce | 7942 pkt. |
| 2015 | III liga drużynowych mistrzostw Europy | Baku             | skok w dal                      | 3. miejsce  | 7,30      |
| 2016 | Mistrzostwa Europy                     | Amsterdam        | dziesięciobój                   | –           | DNF       |
| 2016 | Igrzyska olimpijskie                   | Rio de Janeiro   | dziesięciobój                   | 19. miejsce | 7954 pkt. |
| 2017 | Halowe mistrzostwa Europy              | Belgrad          | siedmiobój                      | 4. miejsce  | 6063 pkt. |
| 2017 | II liga drużynowych mistrzostw Europy  | Tel Awiw         | sztafeta 4 × 100 metrów         | 7. miejsce  | 40,87     |
| 2017 | Mistrzostwa świata                     | Londyn           | dziesięciobój                   | 17. miejsce | 7857 pkt. |
| 2018 | Halowe mistrzostwa świata              | Birmingham       | siedmiobój                      | 8. miejsce  | 5908 pkt. |
| 2018 | Mistrzostwa Europy                     | Berlin           | dziesięciobój                   | –           | DNF       |

## Rekordy życiowe

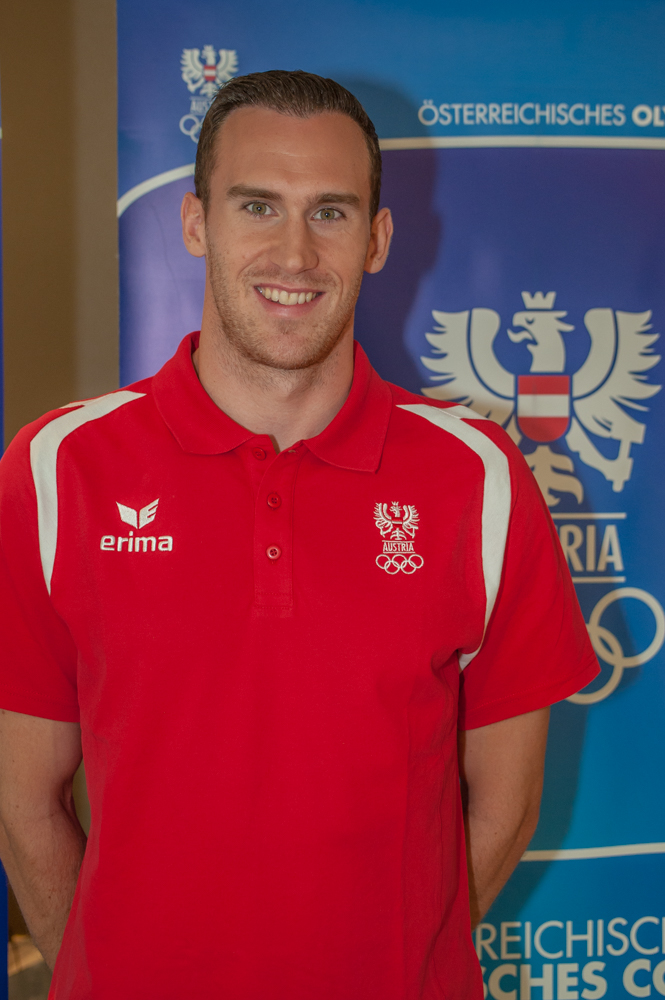
Dominik Distelberger przed igrzyskami olimpijskimi w Rio de Janeiro (2016)

| Konkurencja          | Wynik     | Miejsce | Data           | Uwagi |
| -------------------- | --------- | ------- | -------------- | ----- |
| Skok w dal (stadion) | 7,74 m    | Villach | 10 lipca 2010  |       |
| Skok w dal (hala)    | 7,63 m    | Linz    | 27 lutego 2010 |       |
| siedmiobój (hala)    | 6063 pkt. | Belgrad | 5 marca 2017   |       |
| dziesięciobój        | 8175 pkt. | Götzis  | 29 maja 2016   |       |